# Walisische Badmintonmeisterschaft 2016
Die Walisische Badmintonmeisterschaft 2016 fand vom 6. bis zum 7. Februar 2016 in Cardiff statt.

## Medaillengewinner
| Disziplin    | Gold                                | Silber                          | Bronze                              |
| ------------ | ----------------------------------- | ------------------------------- | ----------------------------------- |
| Herreneinzel | William Kitching                    | Tsung Fong Mo                   | Matthew Pritchard                   |
| Herreneinzel | William Kitching                    | Tsung Fong Mo                   | Oliver Gwilt                        |
| Dameneinzel  | Jordan Hart                         | Carissa Turner                  | Hannah Littlecott                   |
| Dameneinzel  | Jordan Hart                         | Carissa Turner                  | Aimee Moran                         |
| Herrendoppel | Joe Morgan Nic Strange              | Tsung Fong Mo Matthew Pritchard | Gareth Cox Ollie Hartrey            |
| Herrendoppel | Joe Morgan Nic Strange              | Tsung Fong Mo Matthew Pritchard | Gareth Day William Kitching         |
| Damendoppel  | Sarah Thomas Carissa Turner         | Vikki Jones Gean Sou Mo         | Hannah Littlecott Aimee Moran       |
| Damendoppel  | Sarah Thomas Carissa Turner         | Vikki Jones Gean Sou Mo         | Ellen Mahenthiralingam Alice Palmer |
| Mixed        | Martyn Lewis Ellen Mahenthiralingam | Tsung Fong Mo Gean Sou Mo       | Nic Strange Vikki Jones             |
| Mixed        | Martyn Lewis Ellen Mahenthiralingam | Tsung Fong Mo Gean Sou Mo       | Oliver Gwilt Emilie Gwilt           |